# Финал Гран-при по фигурному катанию 2011/2012
Финал Гран-при по фигурному катанию 2011—2012 (англ. 2011–2012 Grand Prix of Figure Skating Final) — заключительный турнир серии Гран-при по фигурному катанию в сезоне 2011—2012 годов. В этом соревновании в каждой дисциплине участвовали по шесть лучших взрослых и юниоров (одиночников или пар), определившиеся по итогам серии.
В 2011 году финал прошёл в Квебеке с 8 по 11 декабря. Спортсмены соревновались в категориях мужское и женское одиночное катание, парное катание и танцы на льду. Одновременно, прошёл финал серии среди юниоров, в тех же четырёх дисциплинах.

## Участники

### Взрослые
По результатам серии в финал Гран-при вышли следующие спортсмены:
|          | Мужчины          | Женщины               | Пары                                | Танцы на льду                        |
| -------- | ---------------- | --------------------- | ----------------------------------- | ------------------------------------ |
| 1        | Патрик Чан       | Елизавета Туктамышева | Татьяна Волосожар / Максим Траньков | Мэрил Дэвис / Чарли Уайт             |
| 2        | Дайсукэ Такахаси | Мао Асада*            | Алёна Савченко / Робин Шолковы      | Тесса Виртью / Скотт Моир            |
| 3        | Джереми Эбботт   | Каролина Костнер      | Юко Кавагути / Александр Смирнов    | Майя Шибутани / Алекс Шибутани       |
| 4        | Михал Бржезина   | Акико Судзуки         | Чжан Дань / Чжан Хао                | Екатерина Боброва / Дмитрий Соловьёв |
| 5        | Хавьер Фернандес | Алисса Чизни          | Наруми Такахаси / Мэрвин Тран       | Натали Пешала / Фабьян Бурза         |
| 6        | Юдзуру Ханю      | Алёна Леонова         | Мэган Дюамель / Эрик Рэдфорд        | Кейтлин Уивер / Эндрю Поже           |
| Запасные |                  |                       |                                     |                                      |
| 1-е      | Сун Нань         | Аделина Сотникова     | Кирстен Мур-Тауэрс / Дилан Москович | Анна Каппеллини / Лука Ланотте       |
| 2-е      | Такахико Кодзука | Мирай Нагасу          | Вера Базарова / Юрий Ларионов       | Елена Ильиных / Никита Кацалапов     |
| 3-е      | Адам Риппон      | Эшли Вагнер           | Суй Вэньцзин / Хань Цун             | Изабелла Тобиас / Дейвидас Стагнюнас |

- * — уже прилетевшая на турнир в Канаду Мао Асада, снялась с соревнований и срочно возвратилась в Японию, где её мать находилась в критическом состоянии из-за болезни. Заменена спортсменка не была.[5] Мать спортсменки скончалась в госпитале города Нагоя когда Мао была в дороге[6].

### Юниоры
С сезона 2011—2012 в регламент Гран-при среди юниоров были внесены изменения, а именно, в финал допускаются не 8, как ранее, а только 6 участников (пар) в каждой дисциплине. По результатам серии Гран-при среди юниоров, в финал прошли следующие спортсмены:
|          | Юноши           | Девушки              | Пары                                  | Танцы                               |
| -------- | --------------- | -------------------- | ------------------------------------- | ----------------------------------- |
| 1        | Янь Хань        | Юлия Липницкая       | Суй Вэньцзин / Хань Цун               | Виктория Синицина / Руслан Жиганшин |
| 2        | Джошуа Фаррис   | Полина Шелепень      | Юй Сяоюй / Цзинь Ян                   | Александра Степанова / Иван Букин   |
| 3        | Джейсон Браун   | Ванесса Лам          | Бритни Симпсон / Мэттью Блэкмер       | Анна Яновская / Сергей Мозгов       |
| 4        | Максим Ковтун   | Риса Сёдзи           | Кэтрин Бобак / Йэн Бехарри            | Мария Носуля / Евгений Холонюк      |
| 5        | Ryuju Hino      | Ли Цзыцзюнь          | Екатерина Петайкина / Максим Курдюков | Анастасия Галета / Алексей Шумский  |
| 6        | Кэйдзи Танака   | Полина Коробейникова | Джессика Калаланг / Зак Сидху*        | Александра Олдридж / Дэниел Итон    |
| Запасные |                 |                      |                                       |                                     |
| 1        | Артур Дмитриев  | Саманта Цезарио      | Татьяна Тудвасева / Сергей Лисьев     | Лаури Бонакорси / Трэвис Маджер     |
| 2        | Zhang He        | Полина Агафонова     | Маргарет Пурди / Майкл Маринаро       | Валерия Зенкова / Валерий Синицын   |
| 3        | Lee June-Hyoung | Сатоко Мияхара       | Клара Кадлецова / Пётр Бидарж         | Евгения Косыгина / Николай Морошкин |

- * — американская спортивная пара Джессика Калаланг / Зак Сидху снялась с финала, вместо них выступят россияне Татьяна Тудвасева / Сергей Лисьев[11].

## Результаты среди взрослых

### Мужчины

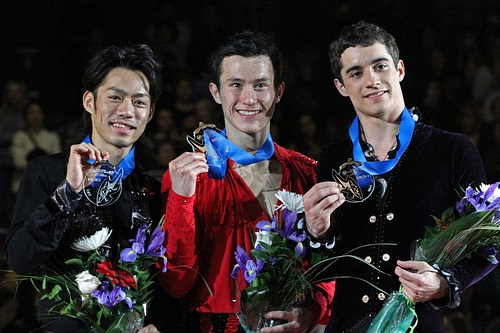
Подиум в мужском одиночном катании

| Место | Имя              | Страна  | Сумма баллов | SP    | SP | FS     | FS |
| ----- | ---------------- | ------- | ------------ | ----- | -- | ------ | -- |
| 1     | Патрик Чан       | Канада  | 260.30       | 86.63 | 1  | 173.67 | 1  |
| 2     | Дайсукэ Такахаси | Япония  | 249.12       | 76.49 | 5  | 172.63 | 2  |
| 3     | Хавьер Фернандес | Испания | 247.55       | 81.26 | 3  | 166.29 | 4  |
| 4     | Юдзуру Ханю      | Япония  | 245.82       | 79.33 | 4  | 166.49 | 3  |
| 5     | Джереми Эбботт   | США     | 238.82       | 82.66 | 2  | 156.16 | 5  |
| 6     | Михал Бржезина   | Чехия   | 218.98       | 75.26 | 6  | 143.72 | 6  |

### Женщины

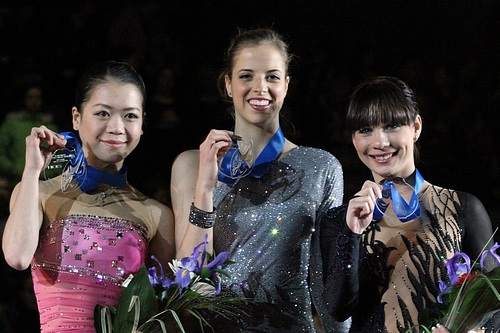
Подиум в женском одиночном катании

| Место | Имя                   | Страна | Сумма баллов | SP    | SP | FS     | FS |
| ----- | --------------------- | ------ | ------------ | ----- | -- | ------ | -- |
| 1     | Каролина Костнер      | Италия | 187.48       | 66.43 | 1  | 121.05 | 1  |
| 2     | Акико Судзуки         | Япония | 179.76       | 61.30 | 2  | 118.46 | 3  |
| 3     | Алёна Леонова         | Россия | 176.42       | 60.46 | 3  | 115.96 | 4  |
| 4     | Елизавета Туктамышева | Россия | 174.51       | 54.99 | 5  | 119.52 | 2  |
| 5     | Алисса Чизни          | США    | 156.97       | 60.30 | 4  | 96.67  | 5  |
| WD    | Мао Асада             | Япония |              |       |    |        |    |

- WD = снялась с соревнований

### Пары

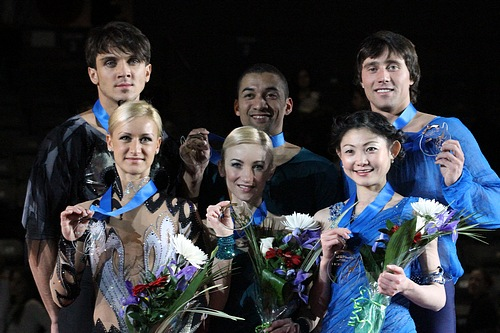
Подиум в парном катании

| Место | Имена                               | Страна   | Сумма баллов | SP | SP    | FS | FS     |
| ----- | ----------------------------------- | -------- | ------------ | -- | ----- | -- | ------ |
| 1     | Алёна Савченко / Робин Шолковы      | Германия | 212.26       | 2  | 69.82 | 1  | 142.44 |
| 2     | Татьяна Волосожар / Максим Траньков | Россия   | 212.08       | 1  | 71.57 | 2  | 140.51 |
| 3     | Юко Кавагути / Александр Смирнов    | Россия   | 187.77       | 4  | 61.37 | 3  | 126.40 |
| 4     | Чжан Дань / Чжан Хао                | Китай    | 182.54       | 3  | 63.43 | 4  | 119.11 |
| 5     | Мэган Дюамель / Эрик Рэдфорд        | Канада   | 170.43       | 5  | 61.04 | 5  | 109.39 |
| 6     | Наруми Такахаси / Мэрвин Тран       | Япония   | 164.42       | 6  | 59.54 | 6  | 104.88 |

### Танцы
| Место | Имена                                | Страна  | Сумма баллов     | SD | SD    | FD     | FD               |
| ----- | ------------------------------------ | ------- | ---------------- | -- | ----- | ------ | ---------------- |
| 1     | Мэрил Дэвис / Чарли Уайт             | США     | 188.55           | 1  | 76.17 | 1 (2)* | 112.38           |
| 2     | Тесса Вертью / Скотт Моир            | Канада  | 183.34 (183.84)* | 2  | 71.01 | 2 (1)* | 112.33 (112.83)* |
| 3     | Натали Пешала / Фабьян Бурза         | Франция | 169.69           | 3  | 68.68 | 3      | 101.01           |
| 4     | Кэйтлин Уивер / Эндрю Поже           | Канада  | 166.07           | 4  | 66.24 | 4      | 99.83            |
| 5     | Майя Шибутани / Алекс Шибутани       | США     | 160.55           | 5  | 65.53 | 5      | 95.02            |
| 6     | Екатерина Боброва / Дмитрий Соловьёв | Россия  | 157.30           | 6  | 64.05 | 6      | 93.25            |

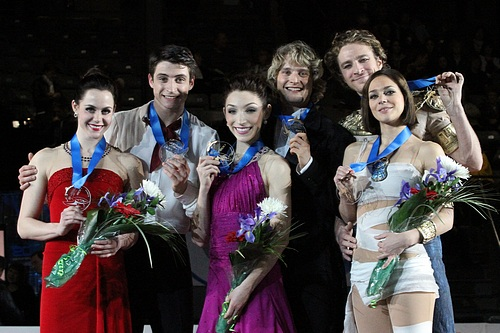
Подиум в танцах на льду

- * — В конце декабря 2011 года, ИСУ объявил об ошибке совершённой при подсчете оценки за произвольный танец (FD). Оказалось, что при судействе была использована старая версия программы, в которой не учитывались изменения внесенные в правила перед началом сезона 2011—2012 (в частности, была пересмотрена формула оценки исполнения комбинированной поддержки). В результате неправильного подсчета, оценка канадцев Тессы Виртью и Скотта Моира оказалась занижена на 0,5 балла. Международный союз конькобежцев принёс извинения участникам соревнований и объявил победителями произвольного танца Виртью и Моира, уступивших первоначально американцам Мэрил Дэвис и Чарли Уайту 5 сотых балла. На итоговые результаты финала Гран-при ошибка не повлияла.[12][13]

## Результаты среди юниоров

### Юноши

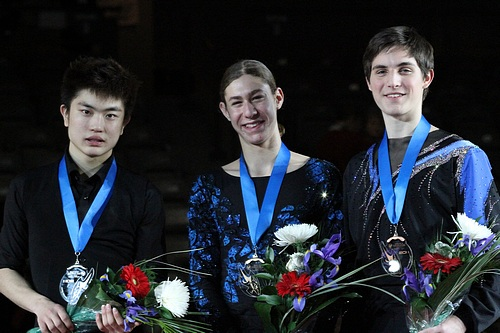
Подиум среди юношей

| Место | Имя           | Страна | Сумма баллов | SP | SP    | FS | FS     |
| ----- | ------------- | ------ | ------------ | -- | ----- | -- | ------ |
| 1     | Джейсон Браун | США    | 208.41       | 2  | 68.77 | 2  | 139.64 |
| 2     | Янь Хань      | Китай  | 205.93       | 3  | 64.23 | 1  | 141.70 |
| 3     | Джошуа Фаррис | США    | 203.98       | 1  | 72.99 | 3  | 130.99 |
| 4     | Максим Ковтун | Россия | 193.76       | 4  | 63.68 | 4  | 130.08 |
| 5     | Ryuju Hino    | Япония | 172.75       | 5  | 60.12 | 6  | 112.63 |
| 6     | Кэйдзи Танака | Япония | 171.14       | 6  | 58.15 | 5  | 112.99 |

### Девушки

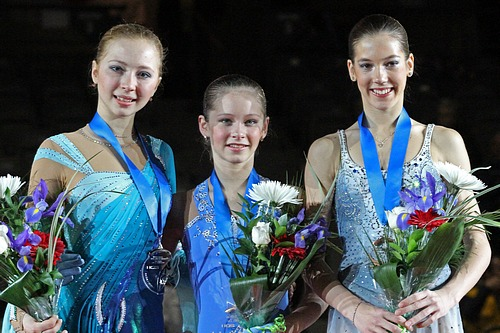
Подиум среди девушек

| Место | Имя                  | Страна | Сумма баллов | SP | SP    | FS | FS     |
| ----- | -------------------- | ------ | ------------ | -- | ----- | -- | ------ |
| 1     | Юлия Липницкая       | Россия | 179.73       | 1  | 59.98 | 1  | 119.75 |
| 2     | Полина Шелепень      | Россия | 162.34       | 2  | 54.99 | 2  | 107.35 |
| 3     | Полина Коробейникова | Россия | 151.18       | 5  | 45.24 | 3  | 105.94 |
| 4     | Ли Цзыцзюнь          | Китай  | 146.53       | 6  | 43.10 | 4  | 103.43 |
| 5     | Ванесса Лам          | США    | 145.62       | 3  | 54.34 | 5  | 91.28  |
| 6     | Риса Сёдзи           | Япония | 134.35       | 4  | 51.53 | 6  | 82.82  |

### Пары (юниоры)

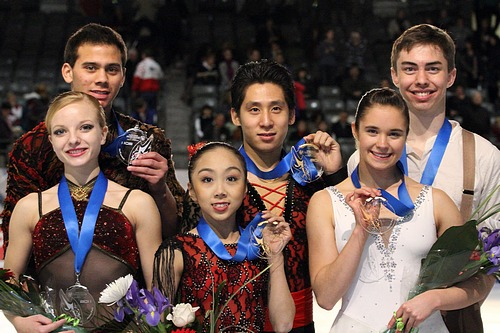
Подиум в парах среди юниоров

| Место | Имена                                 | Страна | Сумма баллов | SP | SP    | FS | FS     |
| ----- | ------------------------------------- | ------ | ------------ | -- | ----- | -- | ------ |
| 1     | Суй Вэньцзин / Хань Цун               | Китай  | 160.43       | 1  | 57.43 | 1  | 103.00 |
| 2     | Кэтрин Бобак / Йэн Бехарри            | Канада | 152.65       | 2  | 52.77 | 2  | 99.88  |
| 3     | Бритни Симпсон / Мэттью Блэкмер       | США    | 146.35       | 3  | 50.91 | 5  | 95.44  |
| 4     | Екатерина Петайкина / Максим Курдюков | Россия | 146.17       | 4  | 48.75 | 4  | 97.42  |
| 5     | Юй Сяоюй / Цзинь Ян                   | Китай  | 144.71       | 5  | 46.83 | 3  | 97.88  |
| 6     | Татьяна Тудвасева / Сергей Лисьев     | Россия | 133.79       | 6  | 45.47 | 6  | 88.32  |

### Танцы (юниоры)

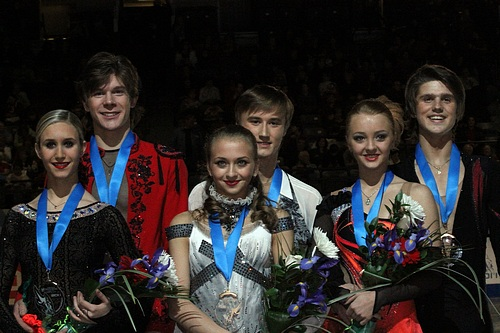
Подиум в танцах на льду среди юниоров

| Место | Имена                               | Страна  | Сумма баллов | SD | SD    | FD | FD    |
| ----- | ----------------------------------- | ------- | ------------ | -- | ----- | -- | ----- |
| 1     | Виктория Синицина / Руслан Жиганшин | Россия  | 147.53       | 1  | 60.47 | 1  | 87.06 |
| 2     | Анна Яновская / Сергей Мозгов       | Россия  | 136.61       | 2  | 56.22 | 3  | 80.39 |
| 3     | Александра Степанова / Иван Букин   | Россия  | 135.17       | 4  | 52.48 | 2  | 82.69 |
| 4     | Александра Олдридж / Дэниел Итон    | США     | 129.01       | 5  | 51.59 | 4  | 77.42 |
| 5     | Анастасия Галета / Алексей Шумский  | Украина | 115.17       | 6  | 50.13 | 5  | 65.04 |
| 6     | Мария Носуля / Евгений Холонюк      | Украина | 113.79       | 3  | 53.95 | 6  | 59.84 |

## Призовой фонд
Призовой фонд финала серии 2011/2012 у «взрослых» спортсменов составил US $272,000, которые распределились между участниками следующим образом:
| Место | Призовые   |
| ----- | ---------- |
| 1     | US $25,000 |
| 2     | US $18,000 |
| 3     | US $12,000 |
| 4     | US $6,000  |
| 5     | US $4,000  |
| 6     | US $3,000  |

Призовой фонд юниоров составил US $105,000, которые распределились следующим образом:
| Место | Сумма (Одиночники) | Сумма (Пары/Танцы) |
| ----- | ------------------ | ------------------ |
| 1     | US $6,000          | US $9,000          |
| 2     | US $5,000          | US $7,500          |
| 3     | US $4,000          | US $6,000          |
| 4     | US $3,000          | US $4,500          |
| 5     | US $2,000          | US $3,000          |
| 6     | US $1,000          | US $1,500          |

## Расписание
(UTC-5)
| Дата       | Время начала  | Соревнования                           |
| ---------- | ------------- | -------------------------------------- |
| 8 декабря  | 16:05 — 16:40 | Церемония открытия                     |
| 8 декабря  | 17:00 — 17:54 | Пары (юниоры) — короткая программа     |
| 8 декабря  | 18:15 — 19:01 | Девушки — короткая программа           |
| 8 декабря  | 19:20 — 20:12 | Танцы (юниоры) — короткий танец        |
| 8 декабря  | 20:35 — 21:21 | Юноши — короткая программа             |
| 9 декабря  | 11:25 — 12:26 | Пары (юниоры) — произвольная программа |
| 9 декабря  | 13:00 — 13:46 | Женщины — короткая программа           |
| 9 декабря  | 14:05 — 14:57 | Короткий танец                         |
| 9 декабря  | 18:30 — 19:20 | Девушки — произвольная программа       |
| 9 декабря  | 20:00 — 20:54 | Пары — короткая программа              |
| 9 декабря  | 21:15 — 22:01 | Мужчины — короткая программа           |
| 10 декабря | 14:20 — 15:16 | Танцы (юниоры) — произвольный танец    |
| 10 декабря | 15:40 — 16:33 | Женщины — произвольная программа       |
| 10 декабря | 16:55 — 17:52 | Мужчины — произвольная программа       |
| 10 декабря | 19:00 — 19:55 | Юноши — произвольная программа         |
| 10 декабря | 20:15 — 21:20 | Пары — произвольная программа          |
| 11 декабря | 13:50 — 14:52 | Танцы — произвольный танец             |
| 11 декабря | 16:00 — 18:30 | Показательные выступления              |